# Karl Deichgräber
Karl Marienus Deichgräber (* 10. Februar 1903 in Aurich; † 16. Dezember 1984 in Bovenden bei Göttingen) war ein deutscher Altphilologe und Medizinhistoriker.

## Leben
Karl Deichgräber besuchte bis 1922 das Gymnasium Ulricianum in Aurich. Ab 1922 studierte er Klassische Philologie, aber auch andere Fächer in Göttingen, später in Berlin und Münster, wo Hermann Schöne ihn darauf verpflichtete, sich auf die Medizingeschichte zu konzentrieren. 1928 wurde er in Münster mit einer Arbeit über die griechische Ärzteschule der sogenannten Empiriker promoviert. Nach Berlin zurückgekehrt, habilitierte sich Deichgräber 1931 mit einer Untersuchung zum ersten und dritten Epidemienbuch des Hippokrates. 1935 erhielt er einen Ruf als Außerordentlicher Professor für Gräzistik nach Marburg; drei Jahre später wurde er Nachfolger von Max Pohlenz in Göttingen, sowohl wegen seiner fachlichen Qualifikation als auch weil, so der Rektor der Universität, "in weltanschaulicher Hinsicht nur Vorzügliches zu berichten" war. Am 12. Juni 1937 beantragte er die Aufnahme in die NSDAP und wurde rückwirkend zum 1. Mai desselben Jahres aufgenommen (Mitgliedsnummer 5.437.470).
Von 1939 bis 1945 diente er dort auch als Dekan der Philosophischen Fakultät. Auswärtige Rufe nach Graz, Würzburg und Frankfurt lehnte er ab. Von 1938 bis 1945 war er ordentliches Mitglied der Akademie der Wissenschaften zu Göttingen, seit 1949 der Akademie der Wissenschaften und der Literatur in Mainz.
Am 25. Januar 1946 wurde Deichgräber aus seinem Amt entlassen, was er selbst zeitlebens als zutiefst ungerecht empfand. Seine Rolle im Nationalsozialismus hat er nie hinterfragt. 1951 wurde er wie die meisten seiner Kollegen als 131er rehabilitiert. Gegen den Antrag des Senats der Universität Göttingen, ihn zu emeritieren, was ein geringeres Ruhegehalt mit sich gebracht hätte, legte er Widerspruch ein. Klage drohte er schließlich an, um seine Wiederverwendung auf dem Latte-Lehrstuhl zu erreichen. Er wurde 1957, nach der Emeritierung des von den Nationalsozialisten vertriebenen, aber nach Göttingen zurückgekehrten Kurt Latte, wieder in sein altes Amt als ordentlicher Professor der Klassischen Philologie eingesetzt.
Er lehrte danach in Göttingen bis zu seiner Emeritierung im April 1968. Sein Nachfolger wurde Klaus Nickau.
Karl Deichgräber war der Bruder des Architekten Ludwig Deichgräber. Er war seit 1934 verheiratet mit Ilse Deichgräber (geb. Lammers). Die Eheleute hatten einen Sohn Reinhard und die Töchter Gisela, Almuth und Hildegard.

## Schriften (Auswahl)
- Die griechische Empirikerschule. Sammlung der Fragmente und Darstellung der Lehre. Berlin 1930 (Dissertation Münster 1928; erweiterter Nachdruck Berlin/Zürich 1965).
- Die Epidemien und das Corpus Hippocraticum. Voruntersuchungen zu einer Geschichte der koischen Ärzteschule (= Abhandlungen der Preußischen Akademie der Wissenschaften 1933, phil.-hist. Klasse. Nr. 3). Berlin 1933; erweiterter Nachdruck Berlin/New York 1971.
- Hippokrates über Entstehung und Aufbau des menschlichen Körpers (Peri sarkon). In Gemeinschaft mit den Mitgliedern des philologischen Proseminars Berlin. Mit einem sprachwissenschaftlichen Beitrag von Eduard Schwyzer. Leipzig 1935.
- Die Lykurgie des Aischylos: Versuch einer Wiederherstellung der Dionysischen Tetralogie. Göttingen 1939 (Nachr. d. Gesellsch. d. Wiss. zu Göttingen. Philol.-histor. Kl. Fachgruppe 1, Altertumswissenschaft. Neue Folge, Bd. 3, Nr. 6).
- Die Perser des Aischylos. Göttingen 1941 (Nachr. d. Akad. d. Wiss. in Göttingen. Philol.-histor. Kl., Jahrg. 1941, Nr. 8).
- Eleusinische Frömmigkeit und homerische Vorstellungswelt im Homerischen Demeterhymnus. Verlag der Wissenschaften und der Literatur in Mainz (in Kommission bei Franz Steiner Verlag, Wiesbaden), Mainz 1950 (= Abhandlungen der Akademie der Wissenschaften und der Literatur. Geistes- und sozialwissenschaftliche Klasse. Jahrgang 1950, Band 6).
- Professio medici. Zum Vorwort des Scribonius Largus. Verlag der Wissenschaften und der Literatur in Mainz (in Kommission bei Franz Steiner Verlag, Wiesbaden) Mainz 1950 (= Abhandlungen der Akademie der Wissenschaften und der Literatur. Geistes- und sozialwissenschaftliche Klasse. Jahrgang 1950, Band 9).
- Aus Victor Hehn Nachlaß (= Abh. d. Akad. d. Wiss. u. Lit. in Mainz. Jg. 1951, Nr. 9).
- Der listensinnende Trug des Gottes: vier Themen des griechischen Denkens. Göttingen 1952.
- Natura varie ludens. Ein Nachtrag zum griechischen Naturbegriff. Mainz 1954 (= Abhandlungen der Akademie der Wissenschaften und der Literatur. Geistes- und sozialwissenschaftliche Klasse. Jahrgang 1954, Band 3).
- Der hippokratische Eid. Stuttgart 1955 (4., erweiterte Auflage 1983).
- Parabasenverse aus Thesmophoriazusen II des Aristophanes bei Galen. Berlin 1956 (Sitzungsber. d. Dt. Akad. d. Wiss. zu Berlin. Kl. für Sprachen, Literatur u. Kunst, Jahrg. 1956, Nr. 2).
- Galen als Erforscher des menschlichen Pulses: ein Beitrag zur Selbstdarstellung des Wissenschaftlers (De dignotione pulsuum I 1). Berlin 1957 (Sitzungsber. d. Dt. Akad. d. Wiss. zu Berlin. Kl. für Sprachen, Literatur u. Kunst, Jahrg. 1956, Nr. 3).
- Parmenides’ Auffahrt zur Göttin des Rechts. Untersuchungen zum Prooimion seines Lehrgedichts. Mainz 1958 (= Abhandlungen der Akademie der Wissenschaften und der Literatur. Geistes- und Sozialwissenschaftliche Klasse. Jahrgang 1958, Nr. 11).
- mit Fridolf Kudlien und Franz Pfaff: Galens Kommentare zu den Epidemien des Hippokrates. Berlin 1960.
- Rhythmische Elemente im Logos des Heraklit. Mainz 1963 (= Abhandlungen der Akademie der Wissenschaften und der Literatur. Geistes- und Sozialwissenschaftliche Klasse. Jahrgang 1962, Nr. 9).
- Die Musen, Nereiden und Okeaninen in Hesiods Theogonie. Mit einem Nachtrag zu Natura varie ludens. Mainz 1965 (= Abhandlungen der Akademie der Wissenschaften und der Literatur. Geistes- und Sozialwissenschaftliche Klasse. Jahrgang 1965, Nr. 4).
- als Hrsg. mit Hans Diller und Heinz Goerke: Ars medica. Texte und Untersuchungen zur Quellenkunde der Alten Medizin. Schriftenreihe des Instituts für Geschichte der Medizin der Freien Universität Berlin. II. Abteilung: Griechisch-lateinische Medizin. Berlin 1968 ff.
- Medicus gratiosus. Untersuchungen zu einem griechischen Arztbild, mit dem Anhang Testamentum Hippocratis und Rhazes' De indulgentia medici. Mainz 1970 (= Abh. der Akad. d. Wiss. & Lit. Geistes- und Sozialwiss. Kl., Jahrg. 1970, Nr. 3, S. 65–70).
- Charis und Chariten, Grazie und Grazien. München 1971.
- Aretaeus von Kappadozien als medizinischer Schriftsteller. Mit Anhang: Der kranke Gelehrte. Berlin 1971 (= Abhandlungen der Sächsischen Akademie der Wissenschaften zu Leipzig, philosophisch-historische Klasse. Band 63,3).
- Der letzte Gesang der Ilias. Mainz 1972 (Abh. der Akad. d. Wiss. & Lit. Geistes- und Sozialwiss. Kl., Jahrg. 1972, Nr. 5).
- Hippokrates' De humoribus in der Geschichte der griechischen Medizin. Mainz 1972 (Abh. der Akad. d. Wiss. & Lit. Geistes- und Sozialwiss. Kl., Jahrg. 1972, Nr. 14).
- Pseudhippokrates' Über die Nahrung: Text, Kommentar und Würdigung einer stoisch-heraklitisierenden Schrift aus der Zeit um Christi Geburt. Mainz 1973 (Abh. der Akad. d. Wiss. & Lit. Geistes- und Sozialwiss. Kl., Jahrg. 1973, Nr. 3).
- Die Persertetralogie des Aischylos: mit einem Anhang, Aischylos' Glaukos Pontios u. Leon, Mainz 1974 (Abh. der Akad. d. Wiss. & Lit. Geistes- und Sozialwiss. Kl., Jahrg. 1974, Nr. 4).
- Die Patienten des Hippokrates: historisch-prosopographische Beiträge zu den Epidemien des Corpus Hippocraticum. Mainz 1982 (Abh. der Akad. d. Wiss. & Lit. Geistes- und Sozialwiss. Kl., Jahrg. 1982, Nr. 9).
- Das Ganze-Eine des Parmenides: fünf Interpretationen zu seinem Lehrgedicht. Mainz 1983 (Abh. der Akad. d. Wiss. & Lit. Geistes- und Sozialwiss. Kl., Jahrg. 1983, Nr. 7).